# 피아노 협주곡 1번 (라흐마니노프)
세르게이 라흐마니노프는 18세의 나이로 1891년 피아노 협주곡 제1번  F♯ 단조, Op.1을 작곡했다. 그는 이 작품을 알렉산더 실로티에게 바쳤다. 그는 1917년에 그 작품을 전면 수정했다.

작품은 세 악장으로 이루어진다.
1. Vivace (F♯ minor)
슈만과 그리그 피아노 협주곡과 유사한 음악적 표현.
2. Andante cantabile (D major)
이 녹턴의 길이는 74마디에 불과하다.
3. Allegro scherzando (F♯ minor → F♯ major) [1917 version: allegro vivace]